# Diwali

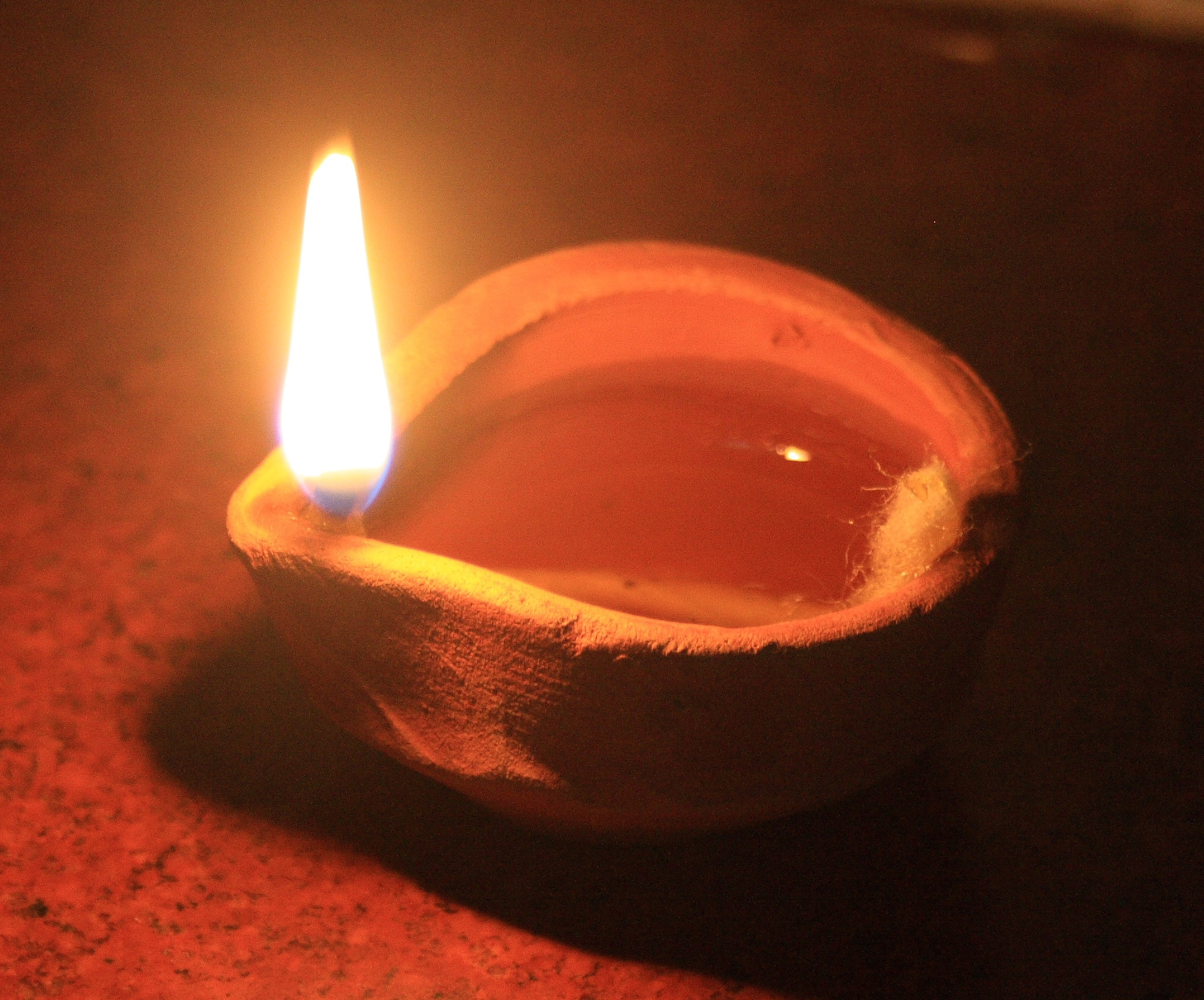
Traditionelle Diwali-Öllampe, sog. Diya

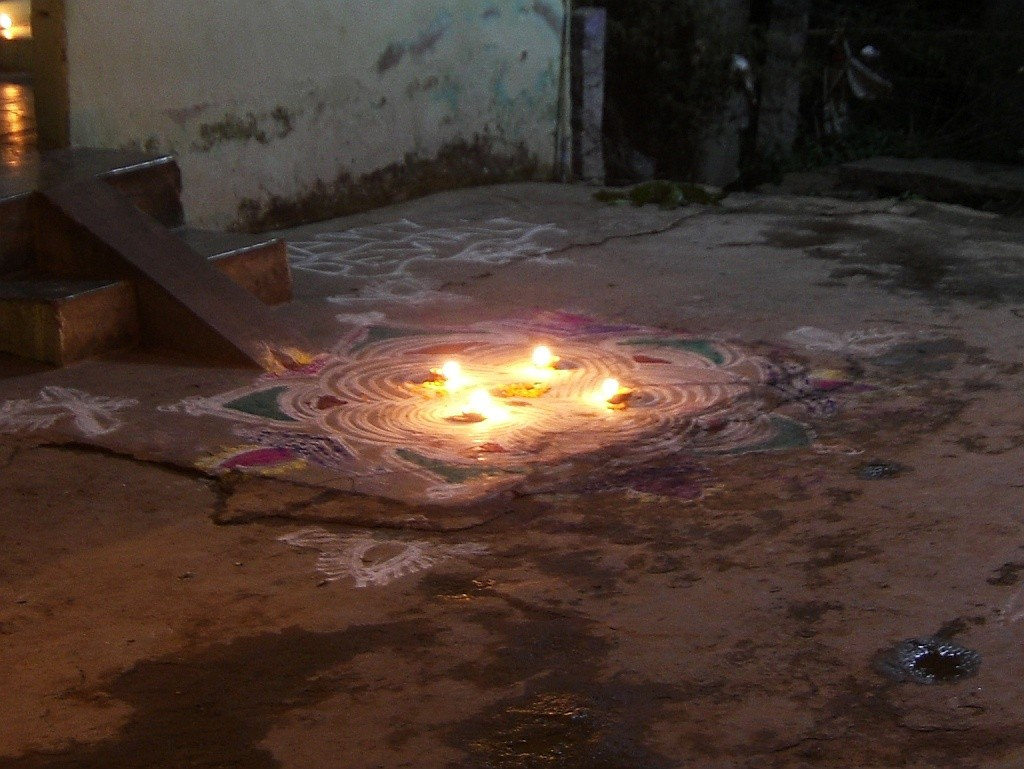
Lichter zu Diwali auf traditioneller Kolam-Dekoration am Eingang eines Wohnhauses

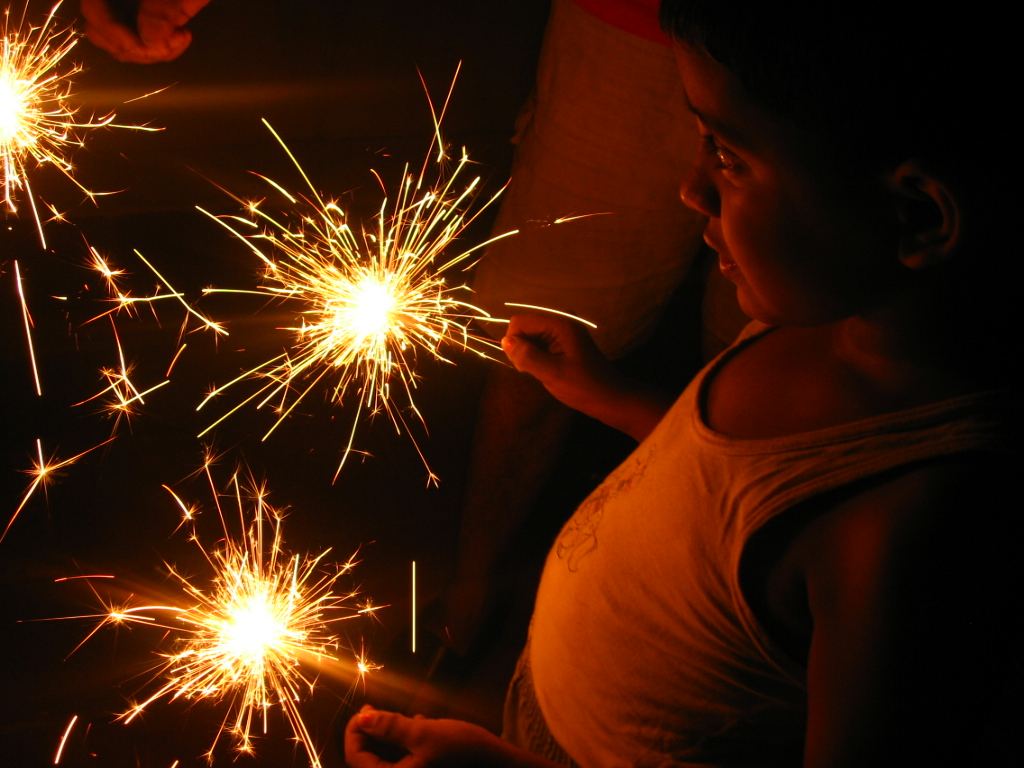
Kind mit Wunderkerze

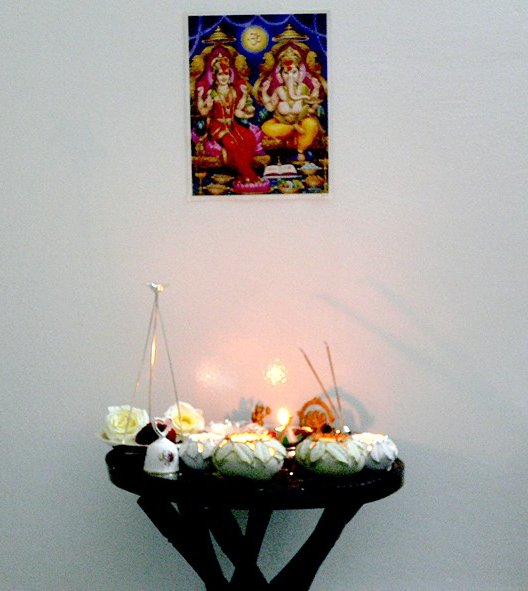
Für Diwali geschmückter Tisch

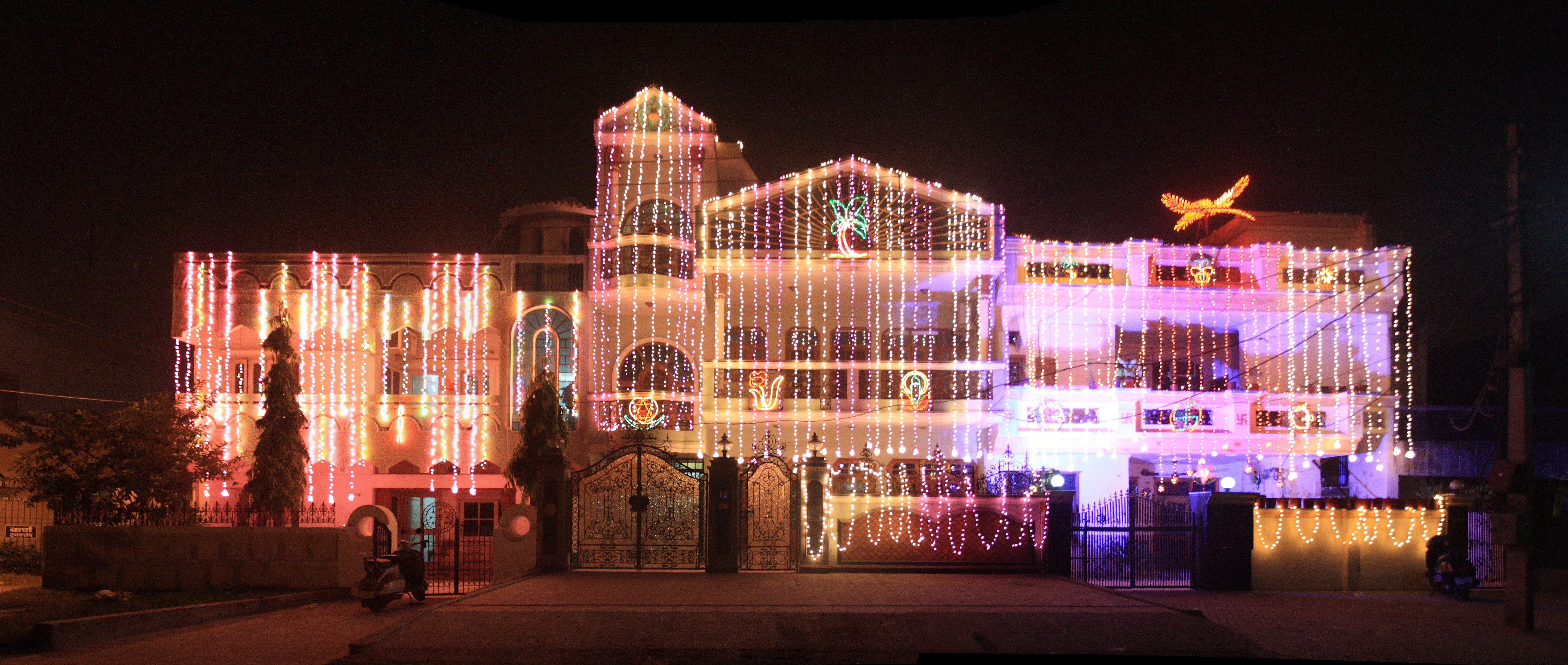
Häuser mit Lichterketten

Diwali (auch Divali) oder Dipavali (auch Deepavali), das Lichterfest, ist ein bedeutendes mehrtägiges hinduistisches Fest in Indien, Sri Lanka und Nepal und in anderen vom Hinduismus geprägten Ländern, zum Beispiel in Malaysia, Mauritius, Suriname, Fidschi, Trinidad und Tobago, Singapur sowie in Südafrika und der indischen Diaspora. Das Fest kann auf Grund seiner religiösen sowie sozialen Bedeutung und seines fröhlichen Charakters mit Weihnachten verglichen werden und die Nacht mit Silvester.

## Etymologie
Der Name Dipavali (दीपावलि dīpāvali) bedeutet auf Sanskrit so viel wie „Lichterkette“ (Zusammensetzung aus दीप dīpa „Licht“ und आवलि āvali „Reihe“). In den nordindischen Sprachen hat sich die Bezeichnung zu Diwali verschliffen (z. B. Hindi दीवाली dīvālī, Marathi दिवाळी divāḷī). In den südindischen Sprachen ist dagegen die Namensform Dipavali in Gebrauch (z. B. Tamil தீபாவளி tīpāvaḷi, Kannada ದೀಪಾವಳಿ dīpāvaḷi).

## Zeitpunkt
Diwali beginnt immer am 15. Tag des Hindumonats Kartik (Ende Oktober/Anfang November), 20 Tage nach Dashahara, zu Neumond. Da die landesspezifische lokale Uhrzeit für den Neumondzeitpunkt von der geografischen Länge und Zeitzone abhängt, kann es sein, dass Diwali in Westindien, Europa oder Amerika einen Tag später als in Ostindien gefeiert wird (dies war 2003 und 2015 der Fall). Die Termine für Diwali in den Jahren 2025 bis 2030 sind:
- 2025: Montag, 20. Oktober
- 2026: Sonntag, 8. November
- 2027: Freitag, 29. Oktober
- 2028: Dienstag, 17. Oktober
- 2029: Montag,  5. November
- 2030: Samstag, 26. Oktober

## Bedeutung
In den verschiedenen Teilen des indischen Subkontinents wird das Fest sehr unterschiedlich gefeiert, mit vielfältigen Bräuchen und unterschiedlichen mythologischen Bezügen. Je nach Region dauert es zwischen einem und fünf Tagen. Kernaussage des Festes ist der Sieg des Guten über das Böse, der Wahrheit über die Lüge, des Lichts über den Schatten und des Lebens über den Tod.
Für viele Hindus, besonders in Nordindien, geht es auf den Tag zurück, an dem Gott Rama mit seiner Frau Sita und seinem Bruder Lakshmana nach 14-jährigem Exil im Dschungel in seine Hauptstadt Ayodhya zurückkehrte, so wie es das Ramayana beschreibt. Da es dunkel war, entzündeten die Menschen Öllampen entlang seines Wegs.
Im Süden Indiens dagegen sehen die Menschen in Diwali einen Bezug zu Krishna, der den Dämonen Naraka besiegte und sechzehntausend Frauen befreit hatte, die sich in der Gefangenschaft des Dämons befanden.
Diwali wird auch von anderen Religionen Indiens gefeiert. Im Jainismus erinnert man an den Eintritt Mahaviras ins Nirwana und Moksha. Im Sikhismus wird an Har Gobinds Sieg über Jahangir und seine Rückkehr nach Amritsar gedacht.

### Rituale
Wesentliches Element von Diwali sind die Lichter. Waren es ursprünglich nur kleine Öl-Lampen – in Reihen an Fenster oder Eingänge gestellt –, sind es heute zunehmend elektrische Lichterketten, die Wohnhäuser, Geschäfte und Straßen im ganzen Land erleuchten. Manchmal hängt man Lampen in Bäume und platziert Kerzen auf den Dächern. Nach einer Deutung dieses Brauchs zeigen die Lichter den Pitris, den Geistern der Toten, den Weg in das Land der Seligkeit. An das christliche Allerseelen erinnern auch die Bräuche z. B. in Bengalen (Ostindien), wo man zu Diwali die schwarze Göttin Kali verehrt, die den Tod und die Überwindung des Todes symbolisiert. Schon Tage vor dem Fest werden überall auf den Straßen Knallkörper und anderes Feuerwerk entzündet, am Feiertag selbst kracht und knallt es überall, ähnlich wie in Deutschland zu Silvester.
Der erste Tag heißt Dhanwantari Triodasi (auch Dhantrayodashi, Dhan bedeutet Reichtum).
An diesem Tag räumt man das Haus auf und schmückt es, kauft neue Kleidung und Kochutensilien, auch Wertgegenstände und Schmuck vornehmlich aus Gold oder Silber.
Der zweite Tag heißt Narak Chaturdasi (auch Kali Chaudas).
Er gilt als der Tag, an dem Krishna den Dämonen Narakasur besiegt. Zum Ritual des Festes gehört, dass die Menschen vor Sonnenaufgang aufstehen und ein Bad nehmen, möglichst mit wohlriechendem Öl. Man zündet Öllämpchen an und schmückt das Haus mit besonderen Kolams. Man trägt meist neue Kleider, besucht sich gegenseitig und beschenkt sich mit Süßigkeiten, abends zündet man Feuerwerk und Knallfrösche.
Der dritte Tag ist der Göttin Lakshmi geweiht und wird Lakshmi Puja genannt.
Er gilt in Nordindien als wichtigster Tag der Festlichkeiten. Hier interpretiert man die Lichter als Begrüßung für sie. Es heißt, dass sie nicht in Wohnungen einkehre, vor denen keine Lichter stehen und die nicht aufgeräumt und gesäubert wurden. Auch für Ladenbesitzer hat dieser Tag besondere Bedeutung. Sie reinigen und streichen dafür nicht nur ihre Geschäfte, sondern legen auch neue Geschäftsbücher an. Für das kommende Jahr bitten sie Lakshmi um Erfolg. Lakshmi Puja gilt als besonders günstig für Glücksspiele, da die Göttin das Glück selbst verkörpert. Als Omen für das kommende Jahr nehmen viele Menschen z. B. an einer Tombola teil oder gehen ins Kasino.
Der vierte Tag heißt Govardhan Puja (auch Balipratipada, Padawa).
An ihm werden Krishna und Vishnu verehrt, und er gilt als erster Tag des neuen Jahres. Ehefrauen schwenken ein Tablett mit Lichtern segnend um den Kopf ihrer Ehemänner herum und tupfen ihnen dann einen Segenspunkt auf die Stirn.
Der fünfte und letzte Tag ist Bhau Beej (auch Bhaiduj, Bhayitika).
An ihm segnen Schwestern ihre Brüder mit dem Licht. An diesem Bruder-Schwester-Tag versprechen beide, sich gegenseitig zu beschützen.

## Kommerzielle Bedeutung, Umweltverschmutzung
Genauso wie Weihnachten in den in christlicher Tradition stehenden westlichen Ländern mittlerweile sehr stark zu einer Konsumveranstaltung geworden ist, ist das zum Teil auch bei Diwali der Fall. Die Zeit um Diwali ist in indischen Großstädten eine Haupt-Einkaufssaison. Um Diwali herum werden besonders viele Gold- und Juweliersarbeiten gekauft.
Diese Ökonomisierung ist auch auf Kritik gestoßen. Das Fest sei dadurch von einer stillen und spirituellen zu einer lauten und bedeutungslosen Kommerzveranstaltung degeneriert. Kritisiert wird auch die starke Luftverschmutzung durch die zahlreichen Feuerwerkskörper und brennenden Öllampen, die regelmäßig dazu führt, dass die entsprechenden Feinstaub-Grenzwerte in den indischen Metropolen während der Zeit um Diwali herum weit überschritten werden.